# جويليم مارتي
جويليم مارتي (بالإسبانية: Guillem Martí Misut) هو لاعب كرة قدم إسباني في مركز الهجوم، ولد في 5 سبتمبر 1985 في ميركادال في إسبانيا. لعب مع ريال سرقسطة وسبورتنغ ماهونيس ونادي تينيريفي ونادي رييد ونادي غوادالاخارا ونادي هويسكا.

## وصلات خارجية
- جويليم مارتي على موقع قاعدة بيانات كرة القدم.إي يو (الإنجليزية)
- جويليم مارتي على موقع Soccerway.com (الإنجليزية)
- جويليم مارتي على موقع AS.com (الإسبانية)